# Jordanita vartianae
Jordanita vartianae ist ein Schmetterling aus der Familie der Widderchen (Zygaenidae).

## Merkmale
Die Falter erreichen eine Vorderflügellänge von 13,7 bis 14,7 Millimeter bei den Männchen und 9 bis 9,5 Millimeter bei den Weibchen. Kopf, Thorax und Beine haben einen starken metallischen Glanz. Das Abdomen ist dunkelgrün und schimmert halbmetallisch. Die Fühler bestehen aus etwa 38 Segmenten. Die Vorderflügeloberseite ist dunkelgrün und schimmert halbmetallisch. Die Vorderflügelunterseite und die Fransenschuppen sind grau. Die Hinterflügelober- und -unterseite sind wie die Fransenschuppen grau. 
Bei den Männchen ist der Uncus stark sklerotisiert und 3⁄4 so lang wie das Tegumen. Bei den Valven entspringen dem Sacculus stark sklerotisierte Stachel, diese sind etwa so lang wie der Uncus. Ventral sind die Stacheln an der Spitze konkav. Der Aedeagus ist doppelt so lang wie der Uncus. Auf der Blase befindet sich an stark sklerotisierter Cornutus mit scharfer Spitze. Das 8. Abdominalsternit erreicht nicht den Hinterrand des Segments.
Bei den Weibchen ist das Ostium breit und trichterförmig, die Ränder ragen nicht hervor. Das Antrum ist ebenfalls breit und trichterartig sklerotisiert. Der distale  Teil des Ductus bursae ist S-förmig und schmal. Das Corpus bursae ist eiförmig.

### Ähnliche Arten
J. vartianae kommt sympatrisch mit Jordanita globulariae,  Jordanita notata, Jordanita subsolana und Jordanita hispanica vor. Die ähnlichen Arten haben alle einen ähnlichen Habitus und spitze Fühler. Die Unterscheidung ist genitalmorphologisch möglich.

## Verbreitung
Jordanita vartianae ist endemisch in Süd- und Mittelspanien.

## Biologie
Die Biologie der Art ist bisher unbekannt.